# Medizinethnologie
Die Medizinethnologie, auch als Medizinanthropologie und Medizinische Anthropologie (englisch medical anthropology) bezeichnet, ist ein Fachgebiet der Ethnologie (Völkerkunde bzw. Sozial- und Kulturanthropologie). Im Unterschied zur Ethnomedizin (ethnomedicine), die vorwiegend mit der vergleichenden Untersuchung traditioneller Medizinsysteme befasst ist (siehe traditionelle Medizin), untersucht die Medizinethnologie Medizinphänomene wie Gesundheit, Krankheit und Heilung als soziale Phänomene in der Kultur.

## Gegenstand
Im Anschluss an die angelsächsische Medical Anthropology, die im Unterschied zur Ethnomedizin zusätzlich die Pathodemographie (Zusammenhänge von Häufigkeit und Verteilung von Krankheiten) behandelt und in den USA und Großbritannien zu den stärksten Forschungsrichtungen der Cultural bzw. Social Anthropology zählt, untersucht die Medizinethnologie all diejenigen Phänomene, die kulturell mit Krankheit, Gesundheit und Heilung verbunden sind. Sie erforscht also kulturelle Faktoren von Pathogenese und Salutogenese. Dabei orientiert sie sich an ethnologischen Theorien und Methoden, die auf die thematischen Gegenstände der Medizinethnologie – d. h., gesundheits- und medizinbezogene Ideen, Praktiken und Erfahrungen in ihrer sozialen und kulturellen Vielfalt – angewendet werden. Damit grenzt sie sich vom Feld der Ethnomedizin ab, die in stärkerem Maße durch Ansätze aus der Biomedizin oder auch der Psychiatrie und der Psychologie geprägt wird und die ethnologische Methoden vorwiegend für diese disziplinären Felder nutzbar macht. Des Weiteren ist die Medizinethnologie durch ihren umfassenden Blick auf die kulturelle und soziale Vielfalt von Krankheit, Gesundheit und Heilung gekennzeichnet: Sie untersucht diese Themen im weltweiten Vergleich und rückt damit insbesondere auch die kulturelle Bedingtheit von „Biomedizin“ (auch als „westliche Medizin“ oder „Schulmedizin“ bezeichnet") in den Fokus.
Der Ausbau der Medizinethnologie im deutschsprachigen Raum wurde insbesondere durch die Aktivitäten der Arbeitsgruppe Medical Anthropology in der Deutschen Gesellschaft für Sozial- und Kulturanthropologie e. V. vorangetrieben, die sich im Jahr 1997 in Frankfurt a. M. gegründet hat und die seitdem mit dem Auf- und Ausbau medizinethnologischer Forschung und Lehre im deutschsprachigen Raum befasst ist. Die Mitglieder der Arbeitsgruppe untersuchen gesundheits- und medizinbezogene Phänomene auf der Basis ethnologischer Theorie und Methode und haben ihre Forschungen in einer Reihe von Tagungen und Sammelbänden vorgestellt: Im Mittelpunkt ihrer Arbeit stehen dabei sowohl kulturell variierende Interpretationen von Gesundheit, Krankheit und Heilung, als auch die lokalen, nationalen und globalen Machtstrukturen, in die das Handeln und Denken von individuellen Personen und größerer sozialer Einheiten in Bezug auf diese grundlegenden Themen menschlicher Erfahrung eingebettet sind.
Mit dem Ausbruch der Ebola-Epidemie in Westafrika im Jahr 2014 startete die AG Medical Anthropology den Blog Medizinethnologie, der seitdem deutsch- und englischsprachige Beiträge zu den Themen Körper, Gesundheit und Heilung in einer globalisierten Welt veröffentlicht. Seit 2020 ist der Blog Mit-Initiator der Reihe „Witnessing Corona“, die sich mit den kulturellen und sozialen Dimensionen der Covid-19-Pandemie befasst.

## Beispiele medizinethnologischer Forschung
Medizinethnologen arbeiten und forschen heute in unterschiedlichen regionalen und thematischen Zusammenhängen: So verfolgen sie beispielsweise den Weg global zirkulierender biomedizinischer Medikamente und Technologien und richten ihr Augenmerk dabei sowohl auf politisch-ökonomische Rahmenbedingungen (z. B. in Form von internationalen Handelsabkommen) als auch auf kulturell bedingte und lokal-spezifische Prozesse der Aneignung und Neuinterpretation dieser Technologien.
Andere Forscher untersuchen die weltweite Verbreitung und Kommerzialisierung traditioneller oder alternativer Medizin wie etwa der Traditionellen Chinesischen Medizin (TCM) oder ayurvedischen Heilkunst und das Verhältnis dieser Medizinformen zur Biomedizin.
Weitere Forschungen widmen sich den Themen Gesundheit, Krankheit und Heilung im Kontext von Flucht und Migration: Auch hier wird der enge Zusammenhang zwischen strukturellen und politischen Voraussetzungen – z. B. in Form gesetzlicher Regelungen zur Gesundheitsversorgung von Asylbewerbern – und dem subjektiven Erleben von (physischer, psychischer und sozialer) Beeinträchtigung, Bedrohung, Wohlbefinden und Sicherheit in den Blick genommen.
Ein viertes Beispiel für medizinethnologische Forschung ist schließlich die Untersuchung technologischer, ethischer und politischer Aspekte sogenannter assistierter Reproduktionstechnologien: Hier werden etwa die Konsequenzen und Dilemmata untersucht, die sich aufgrund unterschiedlich restriktiver nationaler Gesetzgebungen sowohl für die Paare ergeben, die ihren Kinderwunsch durch In-vitro-Fertilisation und Leihmutterschaft zu erfüllen versuchen, als auch für die Frauen, die aus verschiedenartigen Motiven Kinder für meist unbekannte „Wunscheltern“ austragen. Auch in diesem Fall werden also individuelle Erfahrungen in Beziehung gesetzt zu politischen, und oftmals ökonomischen Prozessen auf nationaler und globaler Ebene, durch welche diese Erfahrungen geprägt werden.

## Institutionalisierung der Medizinethnologie im deutschsprachigen Raum
Die Arbeitsgruppe Medical Anthropology in der Deutschen Gesellschaft für Sozial- und Kulturanthropologie kooperiert eng mit der Medical Anthropology Switzerland, dem Netzwerk Medical Anthropology Europe innerhalb der European Association of Social Anthropologists (EASA) und dem Medical Anthropology Young Scholars Network innerhalb der EASA und schließt in ihren Aktivitäten daher eng an internationale Debatten in der Medizinethnologie an.
Die Medizinethnologie ist heute an folgenden Universitäten im deutschsprachigen Raum in Forschung und Lehre vertreten und bildet dort teilweise einen eigenen Schwerpunkt in den jeweiligen Studienprogrammen (sowohl BA als auch MA): Universität Basel, Freie Universität Berlin, Justus-Liebig-Universität Gießen, Ruprecht-Karls-Universität Heidelberg, Westphälische Wilhelms-Universität Münster, Eberhard Karls Universität Tübingen, Universität Wien.
Berufsperspektiven für Ethnologen mit medizinethnologischen Kenntnissen ergeben sich beispielsweise im Bereich der internationalen Zusammenarbeit; in Nichtregierungsorganisationen, die sich im Bereich der Gesundheitsförderung betätigen; im Bereich der Migrationsarbeit; und auch in der Erwachsenenbildung (bspw. in der Vermittlung interkultureller Kompetenz für Beschäftigte im Gesundheitswesen).